# جام یورو-آمریکا
جام یورو-آمریکا یک تورنمنت دوستانه بود که توسط کنفدراسیون فوتبال برزیل و بوندس‌لیگا برگزار می‌شد. با توجه به این که لیگ آلمان در آن زمان هیچ مسابقه‌ای در ژانویه نداشت، مسابقات بین فصلی در اواسط تابستان برزیل برگزار شد. در مجموع، سه دوره این مسابقات برگزار شد: ۱۹۹۱، ۱۹۹۶ و ‍۱۹۹۹.

## فهرست قهرمانان
فهرست قهرمانان جام یورو-آمریکا به شرح زیر است:
| فصل  | قهرمان      | نایب قهرمان | مقام سوم        | مقام چهارم |
| ---- | ----------- | ----------- | --------------- | ---------- |
| ۱۹۹۱ | پالمیراس    | کورینتیانس  | اشتوتگارت       | هامبورگ    |
| ۱۹۹۶ | پالمیراس    | فلامینگو    | بروسیا دورتموند |            |
| ۱۹۹۹ | سائو پائولو | بایرلورکوزن | الیمپیا         |            |